# Eddie Rabbitt
Thomas Edward "Eddie" Rabbitt (Brooklyn, Nueva York; 27 de noviembre de 1941-Nashville, Tennessee; 7 de mayo de 1998) fue un cantante, músico y compositor estadounidense de música country.

## Biografía
Fue un cantautor estadounidense de música country, que gozaba de mucho éxito en el apogeo de su carrera en la década de 1970 y 80 con 20 éxitos # 1 en el país como "Drivin' My Life Away" y "I Love a Rainy Night", que también encabezó la lista Billboard Hot 100 y Hot Adult Contemporary Tracks. 
Después de crecer en Nueva Jersey, Rabbitt se mudó a Nashville y comenzó su vocación en la industria de la música. Comenzó como compositor en la década de 1960, como un trampolín, en su carrera discográfica después de haber escrito éxitos como "Kentucky Rain" de Elvis Presley en 1970 y "Pure Love" para Ronnie Milsap en 1974. Más tarde, en la década de 1970, Rabbitt ayudó a desarrollar el sonido crossover con influencias de la música country prevalente en la década de 1980 con éxitos como "Suspicions" y "Every Which Way but Loose" Sus duetos "Both to Each Other (Friends and Lovers)" y "You and I", con Juice Newton y Crystal Gayle, respectivamente, más tarde apareció en las telenovelas días de nuestra vida y todos mis hijos. 
Tras la muerte de su pequeño hijo en 1985, Rabbitt puso su carrera en suspenso y no produjo más material. Sin embargo, el músico regresó a la música a finales de 1988 con un nuevo álbum, titulado "I Wanna Dance With You", con el que consiguió dos grandes éxitos, uno con una versión del tema "The Wanderer" del cantante estadounidense Dion, y otro con la canción que daba título al álbum, publicada como sencillo principal. Su siguiente álbum, "Jersey Boy" (1990), produjo un nuevo sencillo, una canción de carácter patriótico coincidente con la Guerra del Golfo titulada "On Second Thought ", que supuso el último número uno de Rabbitt.
La carrera de Eddie Rabbitt se vio interrumpida en 1997, cuando fue diagnosticado con un cáncer de pulmón. A pesar de que continuó grabando, Rabbitt murió a causa de esa enfermedad al año siguiente.
Rabbitt nació con inmigrantes irlandeses en Brooklyn, Nueva York en 1941 y se crio en la cercana comunidad de East Orange, Nueva Jersey. Su padre era un trabajador de refrigeración de aceite refinado, tocador de violín y acordeón que a menudo entretenía en salones de baile de Nueva York. A la edad de 12 años Rabbitt fue un guitarrista competente, habiendo sido instruido por su jefe de exploradores, Tom Scwickrath. Durante su infancia, Rabbitt, se convirtió en un autoproclamado "caminante enciclopédico de la música country". Después, sus padres, se divorciaron. Él dejó la escuela a los dieciséis años de edad. Su madre, Mae, explicó esta acción diciendo que Rabbitt "no nació para ir a la escuela porque su cabeza estaba demasiado llena de música." Más tarde ganaría su diploma de escuela secundaria después de haber tomado cursos en la noche.

### Después de su carrera
A finales de los 90 Rabit se despide de la música country para vivir con su esposa y sus hijos. 
Aún ahora se puede escuchar en GTA san Andreas su gran éxito I love a Rainy Night.

## Vida personal
Cuando Rabbitt llegó a Nashville durante la década de 1960, un amigo le regaló una gallina como mascota. Rabbitt señaló que había "una afinidad con los animales" y guardó el ave de corral durante un tiempo, luego la entregó a una granja. En su gira en Nashville (a principios de 1970), Rabbitt compró un mono como mascota lo llamó Jojo. Antes de su gira en Rocky Mountain Music, su mono lo lastimó a mordiscones, dejando su brazo derecho lastimado y debió vendarse para el espectáculo.
En 1976 se casó con Janine Rabbitt Girardi, Él había escrito previamente las canciones "Pure Love" y "Sweet Janine" para ella. Tuvieron tres hijos, Demelza, Timmy y Tommy. Timmy fue diagnosticado con atresia biliar después de nacer. La condición necesaria un trasplante de hígado para la supervivencia y el niño estaba programado para someterse a una en 1985, pero el intento fracasó y murió. Rabbitt decide poner temporalmente su carrera en pausa, afirmando que "yo no quería que se fuera del negocio de la música, pero donde yo estaba era más importante." Tommy nació en 1986.
Rabbitt sintió que era su responsabilidad como artista "a [un] buen modelo a seguir", y fue un defensor de muchas organizaciones de caridad, incluyendo las Olimpíadas Especiales, Easter Seals, y el Consejo Americano de Trasplantes, de los cuales se desempeñó como presidente honorario . También trabajó como portavoz de la Asociación de Distrofia Muscular y Parálisis Cerebral. Rabbitt era un republicano registrado y "con placer" le dio permiso al senador Bob Dole para usar su canción "American Boy" durante la campaña presidencial de 1996 de Dole.

## Muerte
El 7 de mayo de 1998 en Nashville, Eddie Rabbitt murió de cáncer de pulmón a la edad de 56 años. Él había sido diagnosticado con la enfermedad en marzo de 1997 y había recibido tratamiento con radiación y cirugía para extirpar parte de un pulmón. Su cuerpo fue enterrado en el cementerio Calvary, en Nashville, después de un entierro privado el 8 de mayo. Ningún medio de comunicación informó de su muerte hasta después del entierro, a petición de la familia, y la noticia fue una sorpresa para muchos en Nashville, incluido el agente de Rabbitt, quien dijo "no tenía idea de que su enfermedad era terminal" y que había "hablado con él" a menudo, señalando que Rabbitt "siempre fue optimista y alegre", en los meses finales de su vida. A pesar de que se creía que había nacido en 1944 (este año todavía se pueden encontrar en publicaciones más antiguas y textos), se puso de manifiesto en el momento de su muerte que él murió a los 56 años

## Premios
| Año  | Premios                          | Premio                                           |
| ---- | -------------------------------- | ------------------------------------------------ |
| 1977 | Academy of Country Music Awards  | Top New Male Vocalist                            |
| 1979 | Music City News                  | Country Songwriter of the Year                   |
| 1979 | BMI                              | Robert J. Burton Award ("Suspicions")            |
| 1980 | BMI                              | Song of the Year ("Suspicions")                  |
| 1981 | American Music Award             | Best Pop Male Vocalist                           |
| 1996 | BMI                              | Three Million-Air award ("I Love a Rainy Night") |
| 1996 | BMI                              | Two Million-Air award ("Kentucky Rain")          |
| 1998 | Nashville Songwriters Foundation | Nashville Songwriters Hall of Fame               |